# 曼努埃爾·德拉培尼亞-培尼亞
曼努埃爾·德拉培尼亞-培尼亞（西班牙語：Manuel de la Peña y Peña，1789年3月10日—1850年1月2日），墨西哥政治人物，曾兩度擔任墨西哥總統（1847年九月至十一月、1848年一月至六月）。在他的第二任期墨西哥與美國簽署瓜達盧佩-伊達爾戈條約，結束美墨戰爭，墨西哥承認美國擁有德克薩斯州的主權。

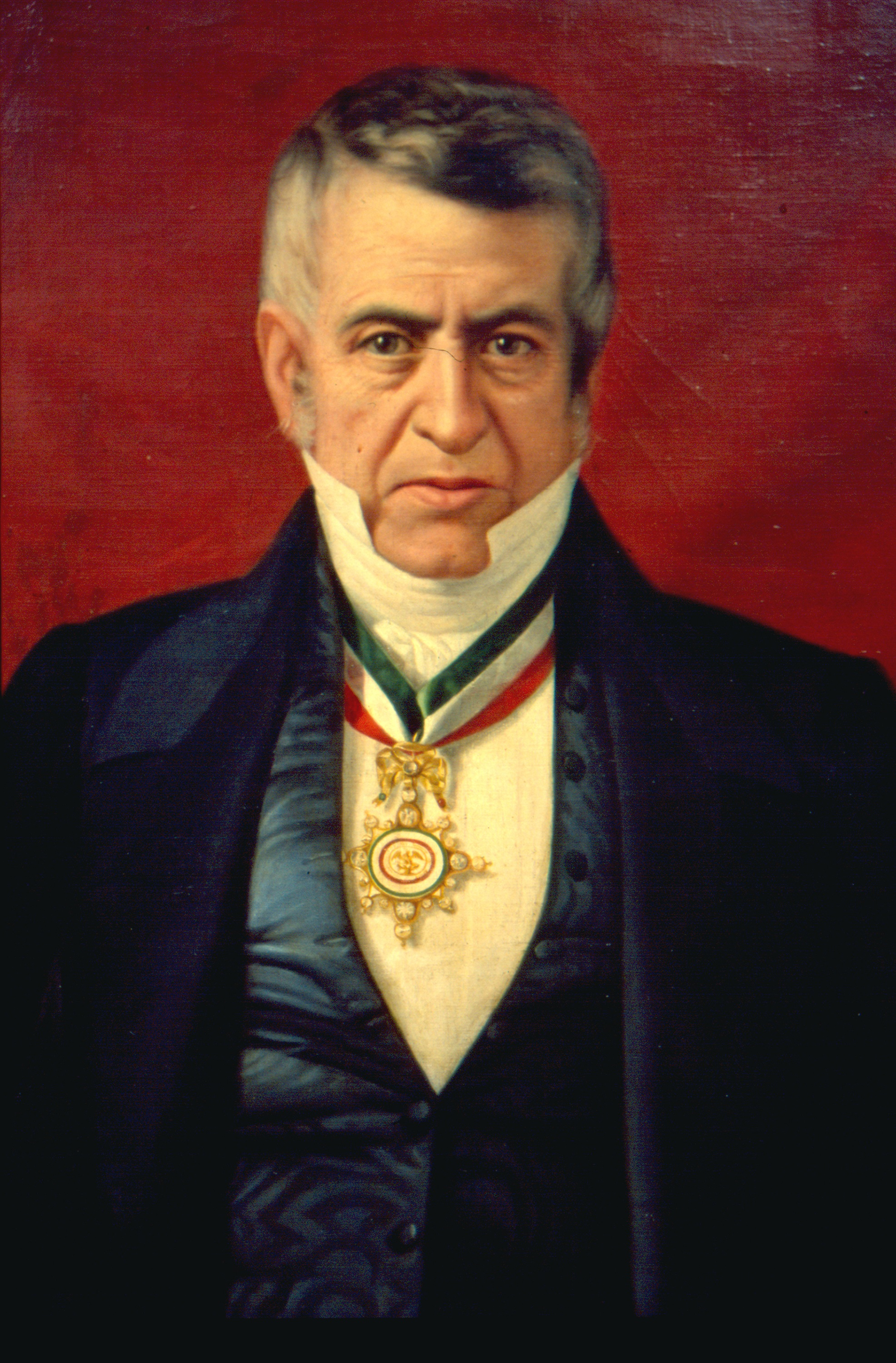
曼努埃爾·德拉培尼亞-培尼亞